# Задний двор

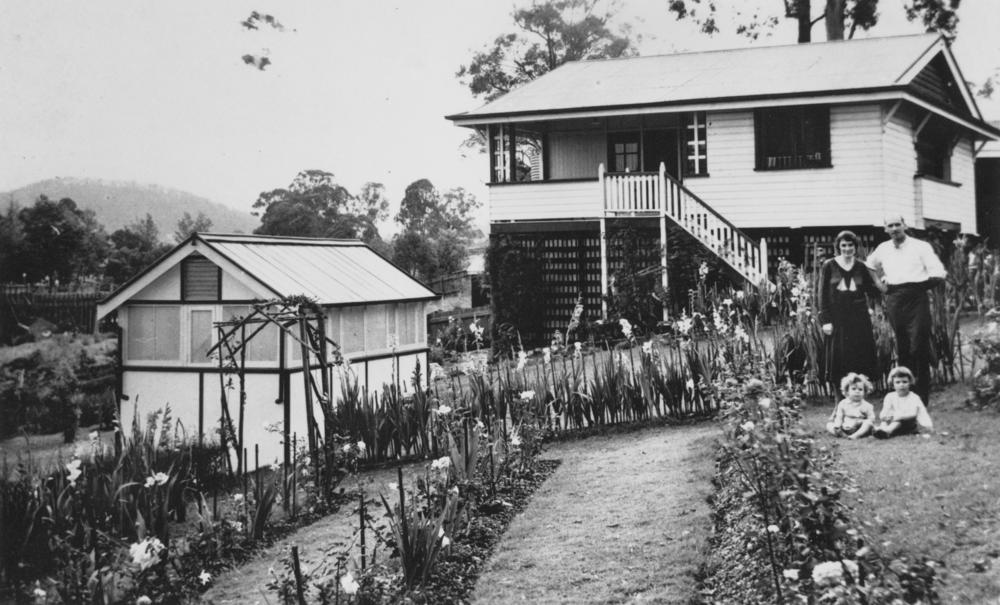
Задний двор дома в Брисбене, Австралия. 1929 год

За́дний двор — двор позади жилища; понятие, наиболее распространённое в пригородных районах западного мира.

## История
В Австралии до середины XX века на заднем дворе жилых домов традиционно находились цыплятник, уличный туалет, огород и поленница. Постепенно им на смену пришли развлечения на свежем воздухе, такие, как барбекю и бассейн. С 1990-х годов в австралийской пригородной застройке наблюдается тенденция к исчезновению задних дворов, поскольку теперь дома занимают почти весь участок.

## Галерея

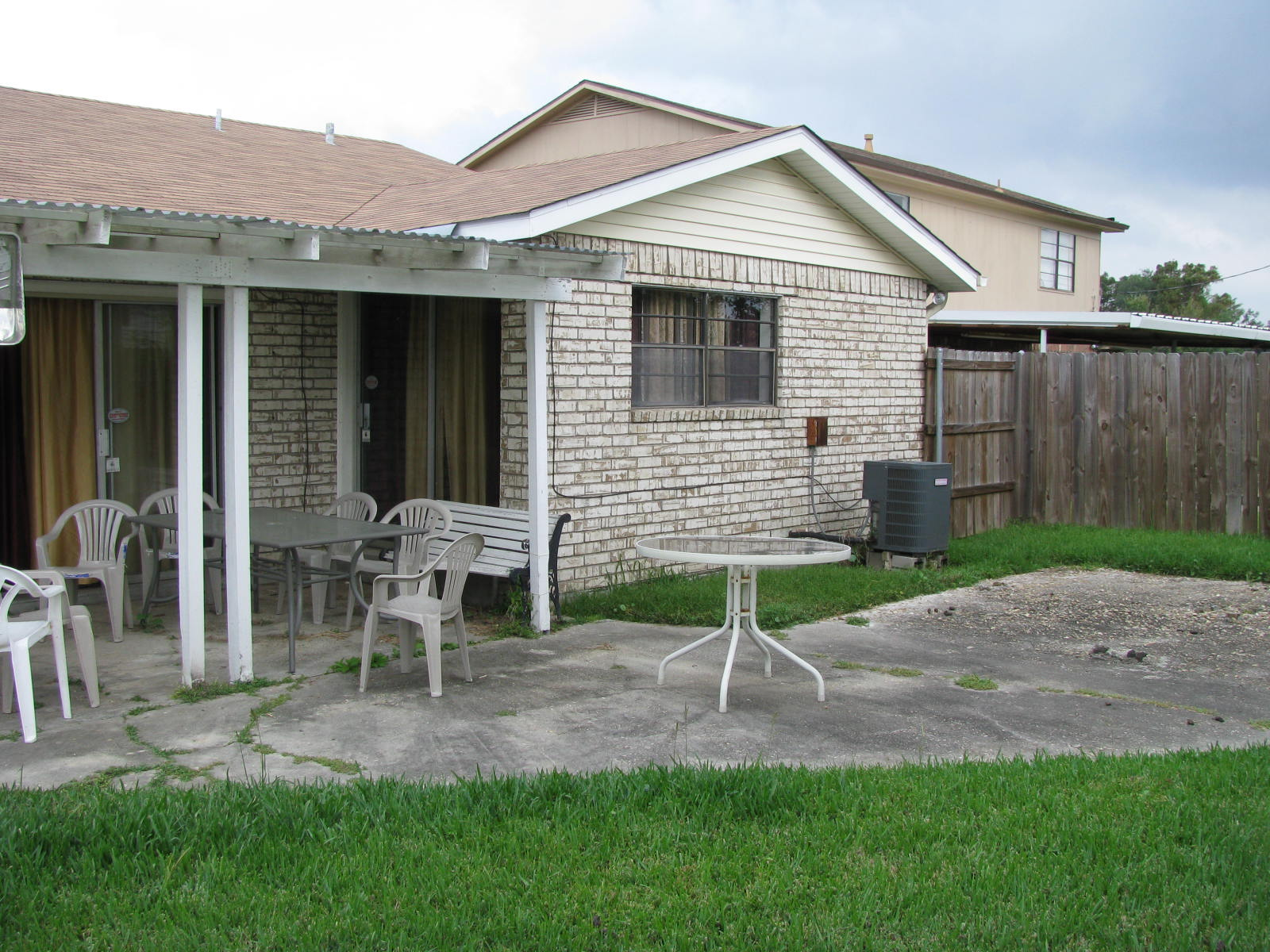
Задний двор дома в Харви[англ.], Луизиана, США
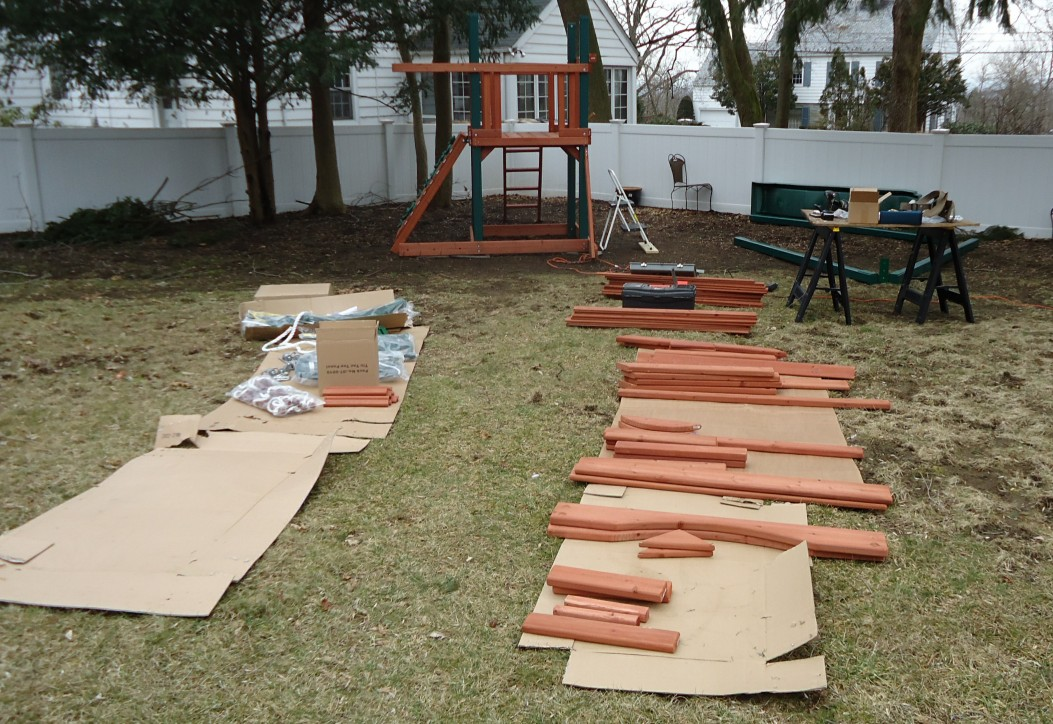
Детская площадка на заднем дворе
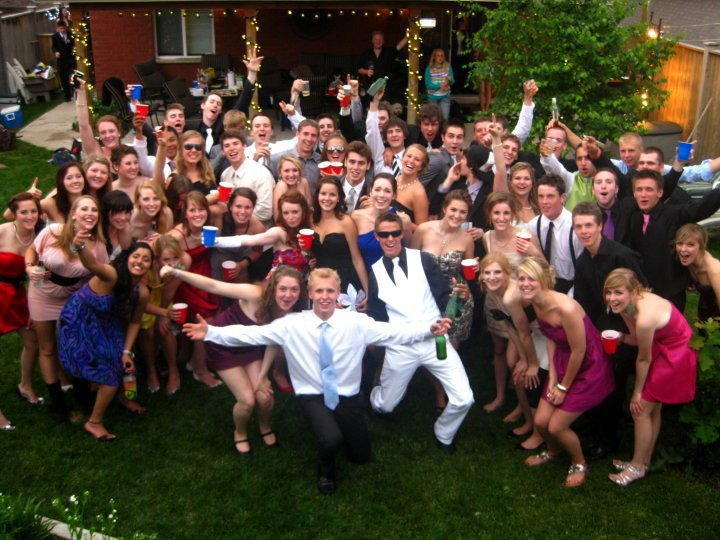
Вечеринка на заднем дворе в Канаде
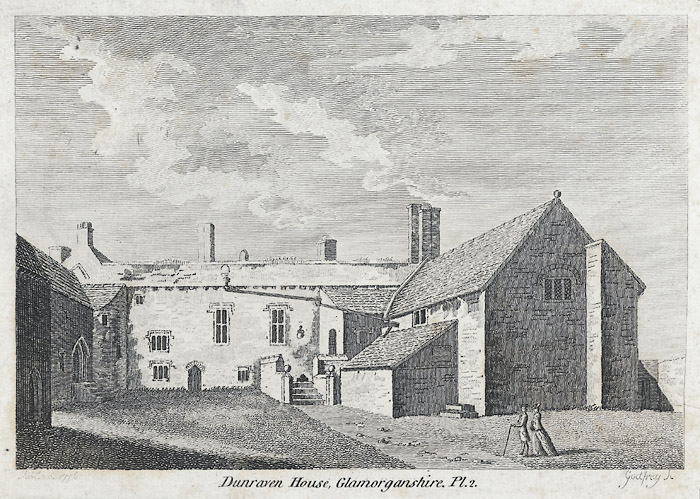
Задний двор в Уэльсе, Великобритания, 1776 год
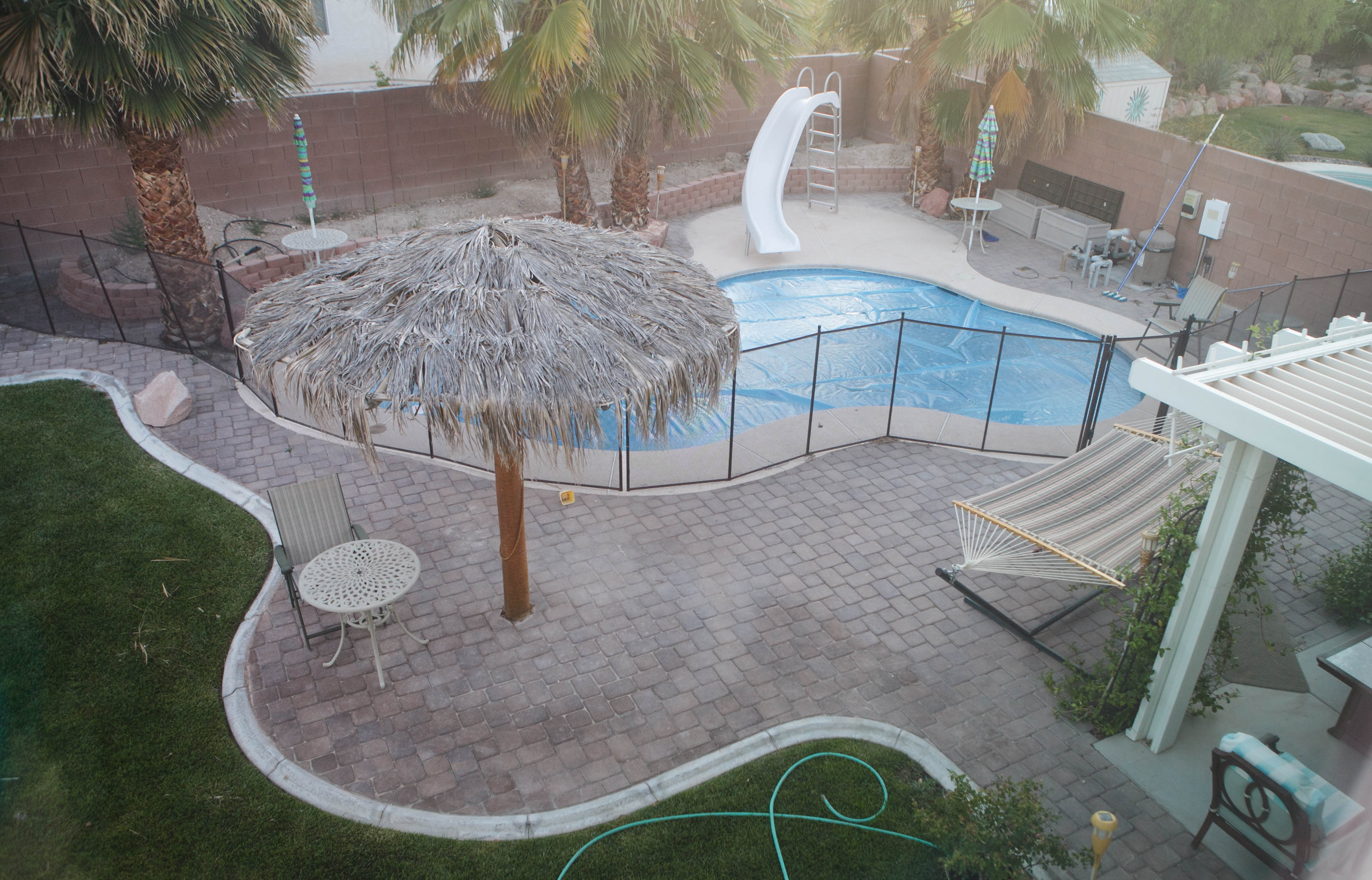
Задний двор с бассейном в Лас-Вегасе, США